# Magdalena Augusta de Anhalt-Zerbst
Prințesa Magdalena Augusta de Anhalt-Zerbst (13 octombrie 1679 – 11 octombrie 1740) a fost, prin naștere, prințesă de Anhalt-Zerbst și, prin căsătorie, ducesă de Saxa-Gotha-Altenburg. Ea a fost bunica maternă a regelui George al III-lea al Regatului Unit.
Tatăl ei a fost Karl de Anhalt-Zerbst iar mama Ducesa Sophia de Saxa-Weissenfels.

## Copii
La Castelul Friedenstein din Gotha, la 7 iunie 1696, ea s-a căsătorit cu vărul ei primar, Frederic al II-lea, Duce de Saxa-Gotha-Altenburg. Cuplul a avut nouăsprezece copii:
1. Sophie (n. 30 mai 1697 – d. 29 noiembrie 1703), a murit de variolă
2. Frederic al III-lea, Duce de Saxa-Gotha-Altenburg (n. 14 aprilie 1699 – d. 10 martie 1772)
3. un fiu (22 aprilie 1700)
4. Wilhelm (n. 12 martie 1701 – d. 31 mai 1771), căsătorit la 8 noiembrie 1742 cu Anna de Holstein-Gottorp. Mariajul lor a rămas fără copii.
5. Karl Frederick (n. 20 septembrie 1702 – d. 21 noiembrie 1703)
6. o fiică (8 mai 1703)
7. Johann August (n. 17 februarie 1704 – d. 8 mai 1767)
8. Christian (n. 27 februarie 1705 – d. 5 martie 1705)
9. Christian Wilhelm (n. 28 mai 1706 – d. 19 iulie 1748), căsătorit la 27 mai 1743 cu Luise Reuss de Schleiz. Mariajul lor a rămas fără copii.
10. Ludwig Ernst (n. 28 decembrie 1707 – d. 13 august 1763)
11. Emanuel (n. 5 aprilie 1709 – d. 10 octombrie 1710)
12. Moritz (n. 11 mai 1711 – d. 3 septembrie 1777)
13. Sophie (n. 23 august 1712 – d. 12 noiembrie 1712)
14. Karl (n. 17 aprilie 1714 – d. 10 iulie 1715)
15. Fredericka (n. 17 iulie 1715 – d. 12 mai 1775), căsătorită la 27 noiembrie 1734 cu Johann Adolf al II-lea, Duce de Saxa-Weissenfels.
16. un fiu (30 noiembrie 1716)
17. Magdalena Sibylle (n. 15 august 1718 – d. 9 noiembrie 1718)
18. Augusta (n. 30 noiembrie 1719 – d. 8 februarie 1772), căsătorită la 8 mai 1736 cu Frederick, Prinț de Wales.  Ei au avut nouă copii, dintre care al doilea copil a devenit regele George al III-lea al Marii Britanii.
19. Johann Adolf (n. 18 mai 1721 – d. 29 aprilie 1799).

1. ↑  „Magdalena Augusta de Anhalt-Zerbst”, Gemeinsame Normdatei, accesat în 10 decembrie 2014
2. ↑  „Magdalena Augusta de Anhalt-Zerbst”, Gemeinsame Normdatei, accesat în 30 decembrie 2014
3. ↑  Find a Grave, accesat în 28 noiembrie 2024